# Stenocephalemys ruppi
Stenocephalemys ruppi és una espècie de mamífer rosegador de la família dels múrids. És endèmic del sud-oest d'Etiòpia, on viu a altituds d'entre 2.700 i 3.200 msnm. Els seus hàbitats naturals són els boscos i matollars d'altiplà. Es desconeix si hi ha cap amenaça significativa per a la supervivència d'aquesta espècie. L'espècie fou anomenada en honor del zoòleg Hans Rupp.